# NH농협카드
NH농협카드는 대한민국의 NH농협은행에 소속된 브랜드이다. 비씨카드의 전산 시스템을 기반으로 하는 비씨브랜드를 비롯해서, KB국민카드의 전산 시스템을 기반으로 하는 자사의 '채움'브랜드로 구성되어 있다.

## 연혁
- 1984년 6월 1일 : 비씨카드 발급 개시
- 2009년 11월 16일 : 축협 비자카드를 기반으로 농협 자사카드인 NH채움카드 발급 개시
- 2012년 3월 2일 : 농협의 여신 금융 사업이 NH금융지주로 분리와 함께 설립

## 특이사항
- 신용카드 상품의 경우, NH농협은행 전 지점을 비롯한 전국적으로 산재되어 있는 지역 농축협 지점 중, 브랜드별로 처음 만든 유형의 지점에서만 각종 제신고를 할 수 있지만, 금융 사기 등 부정 사용 방지 차원에서, 신용카드 발급 심사기준을 신용등급 및 개인신용평점에 따라 엄정하게 규정하고 있다.

## 취급 카드의 유형
NH농협은행은 비씨카드의 회원사이면서 자체 브랜드의 카드를 발급한다. 여신전문금융업법 시행령 3조 1의2항에서 'NH농협은행'을 겸영여신업자로 규정하고 있으나 카드발급 업무는 농협은행, 농·축협간의 전산망이 별개로 분리되어 있어 두 곳 중에서 한 곳만 발급이 가능하다. 과거에는 축협에서 비자카드를 발행하다가 2000년 농협과 통폐합하면서 발급이 중단되었지만, 2009년 11월 16일 축협의 비자카드가 부활하여 자체 브랜드카드를 발행하다가 2012년 3월 2일 NH농협은행의 출범으로 인해 NH농협카드로 상호를 변경하였다.

### 특이사항
- NH농협카드의 자사 브랜드인 채움카드는 원칙적으로, NH농협은행이나, 전국 각 지역 농협 중 처음 신청한 지점과 동일한 유형의 지점에서만 추가 발급이 가능하므로, 현재 자사의 채움 카드를 비롯한, BC와 병행 발행 중이다.
- NH농협카드의 자사 브랜드인 채움카드와 BC는 인터넷에서의 사용방법이 다르다.
  - NH농협채움카드 - 안심클릭으로 승인
  - NH농협BC - ISP인증을 통해 승인
- 농협의 체크카드 중 국제직불카드 기능이 있는 카드는 1인당 1종류의 상품만 발급 가능하다.
- 농촌사랑 체크카드는 영업점에서만 발급 신청이 가능하다.
  - 농촌사랑 체크카드 3종류와 채움체크카드중에서 선택하여야 한다.
  - 농촌사랑 체크카드를 발급받았다면, 채움체크카드는 국내전용으로만 발급된다. 하지만, 채움체크카드에 국제직불카드 기능을 추가하였을 경우, 농촌사랑 체크카드를 발급받을 수 없다.
- 체크카드를 창구에서 발급받을 때 현금인출 기능을 추가하면 수수료 1,000원이 부과된다(인터넷이나 NH농협카드 고객행복센터로 신청시에, 수수료 면제).
- 신한카드, KB국민카드, 우리카드, 하나카드, SC-비씨 비자 체크카드처럼 체크카드의 해외신판시 해외 브랜드 로열티 및 네트워크 수수료에 해외신판 1건당 고정된 달러 금액을 추가 수수료로 부과한다. 따라서 해외신판 수수료가 비싼 편이다.
- 유니온페이카드중체크와 일부 신용카드는 농협카드의 자사 채움 브랜드가 아닌 비씨카드로만 나오며 BC글로벌은 Oh!Point 더블체크카드,더함신용시리즈(할인,포인트,JOY)만나오고 있다.
- 발급비는 원칙적으로, 현금인출카드와 똑같이 수수료 1000원을 지불하되, 100% NH농협은행(지역 농축협 포함) 전용으로 연동할 수 있으며, 발급 즉시 현금카드 대용으로 사용할 수 있으며 하나로마트의 회원으로 자동으로 가입된다.

### 브랜드
- NH농협 채움카드(취급중 - NH올바른카드 시리즈 포함)
  - KB국민카드의 전산 시스템을 공유하는 자사 브랜드이므로, NH농협카드 미가맹점의 경우, 전국 KB국민카드 가맹점에서 사용이 가능하다.
  - 국내전용 / 비자카드 / 마스터카드 / JCB[1] / 유니온페이

- NH농협 비씨카드(취급중)
  - 비씨카드의 전산 시스템을 공유하는 비씨 브랜드이므로, 전국 비씨카드 가맹점에서 사용이 가능하다.
  - 국내전용 / 비자카드 / 마스터카드 / JCB / 유니온페이

### 후불교통카드
| 지하철/버스사용          | 사용가능지역 |
| ------------------------ | --- |
| 지하철 버스 사용지역     | 수도권(서울, 경기, 인천 - 수도권 전철 서해선 가능), 동남권(부산, 울산, 양산 - 동해선 광역전철 가능), 대경권(대구, 경산), 대전, 광주, 아산, 천안, 춘천 |
| 경전철사용 지역          | 의정부, 김해~부산, 용인, 우이신설, 김포골드라인 |
| 버스 전 사용지역         | 울산, 충남, 충북, 세종, 전북, 경남, 제주 |
| 강원 일부 버스 사용 지역 | 강릉, 동해, 태백,삼척,홍천, 정선, 평창,영월,속초,고성,양양,철원,양구,화천,인제, 원주, 횡성, 춘천                                                      |
| 경북 일부 버스 사용 지역 | 경주, 구미, 김천, 영천, 포항, 안동, 영주, 상주, 문경, 고령, 성주, 청도, 칠곡, 예천, 봉화, 울릉, 울진, 의성                                            |
| 전남 일부 버스 사용 지역 | 광양, 나주, 목포, 순천, 여수, 고흥, 담양, 무안, 보성, 신안, 영암, 장성, 함평, 해남, 화순, 강진, 구례                                                  |

## 같이 보기
- 대한민국의 신용카드사 목록
- NH농협은행
- 비씨카드